# Lithacodia rosacea
Lithacodia rosacea là một loài bướm đêm trong họ Noctuidae.